# Théorie de la perturbation multi-référence
La théorie de la perturbation multi-référence (multi-reference perturbation theory - MRPT) est une méthode de chimie quantique. Le principe est un calcul de perturbation, souvent au second ordre, de type MP2, mais avec comme référence un calcul MCSCF préalable. Alors que le calcul MCSCF inclut la fraction statique de la corrélation électronique, le calcul MRPT2 y ajoute la fraction dynamique, ce qui explique la très grande précision de ce type de calcul. Il existe plusieurs variantes selon le type de fonction d'onde initiale et selon le type d'hamiltonien de référence utilisé.
Ces méthodes ont certains problèmes qui limitent encore leur utilisation. En particulier, les gradients analytiques pour les optimisations de géométrie ne sont pas possibles dans toutes les implémentations. De plus, ces méthodes peuvent devenir très exigeantes en temps de calcul pour des espaces actifs importants (typiquement une dizaine d'électrons dans une dizaine d'orbitales). Enfin, leur utilisation en « boîte noire » n'est pas possible, ce qui les rend moins faciles à utiliser.

## CASPT2 et RASPT2
Le CASPT2 (théorie de la perturbation de l'espace actif complet) est probablement la version la plus utilisée de MRPT2. Elle a été développée à l'université de Lund au début des années 1990. Elle utilise comme fonction d'onde de référence une fonction CASSCF, alors que le RASPT2 (théorie de la perturbation de l'espace actif restreint) utilise une fonction d'onde générée par un calcul RASSCF.
Ces méthodes utilisent un hamiltonien de référence mono-électronique. Ceci permet une implémentation plus simple et des calculs assez rapides. En revanche, cette formulation rend la méthode sensible aux divergences lorsque des états non inclus dans la fonction d'onde de référence ont une énergie comparable à ceux de la fonction d'onde de référence. Ceci est un problème classique en théorie de perturbation, dû à des dénominateurs approchant 0. Pour traiter ce problème, il faut introduire un « level-shift », c'est-à-dire ajouter une contribution fictive au dénominateur pour éviter la divergence, puis corriger l'effet de ce « shift ».
La méthode équivaut au MP2 si la fonction d'onde de référence est formée d'un seul déterminant de Slater.

## NEVPT2
Le NEVPT2 (théorie de la perturbation de l'état valence à N-électrons) est une méthode se basant sur une fonction d'onde de type CASSCF, mais utilisant une autre partition de l'hamiltonien. Le principal avantage de cette version est qu'elle est moins sensible aux divergences.
La méthode équivaut aussi au MP2 si la fonction d'onde de référence est formée d'un seul déterminant de Slater.

## Logiciels implémentant MRPT2
- DALTON
- MOLCAS
- MOLPRO